# Francis Willughby

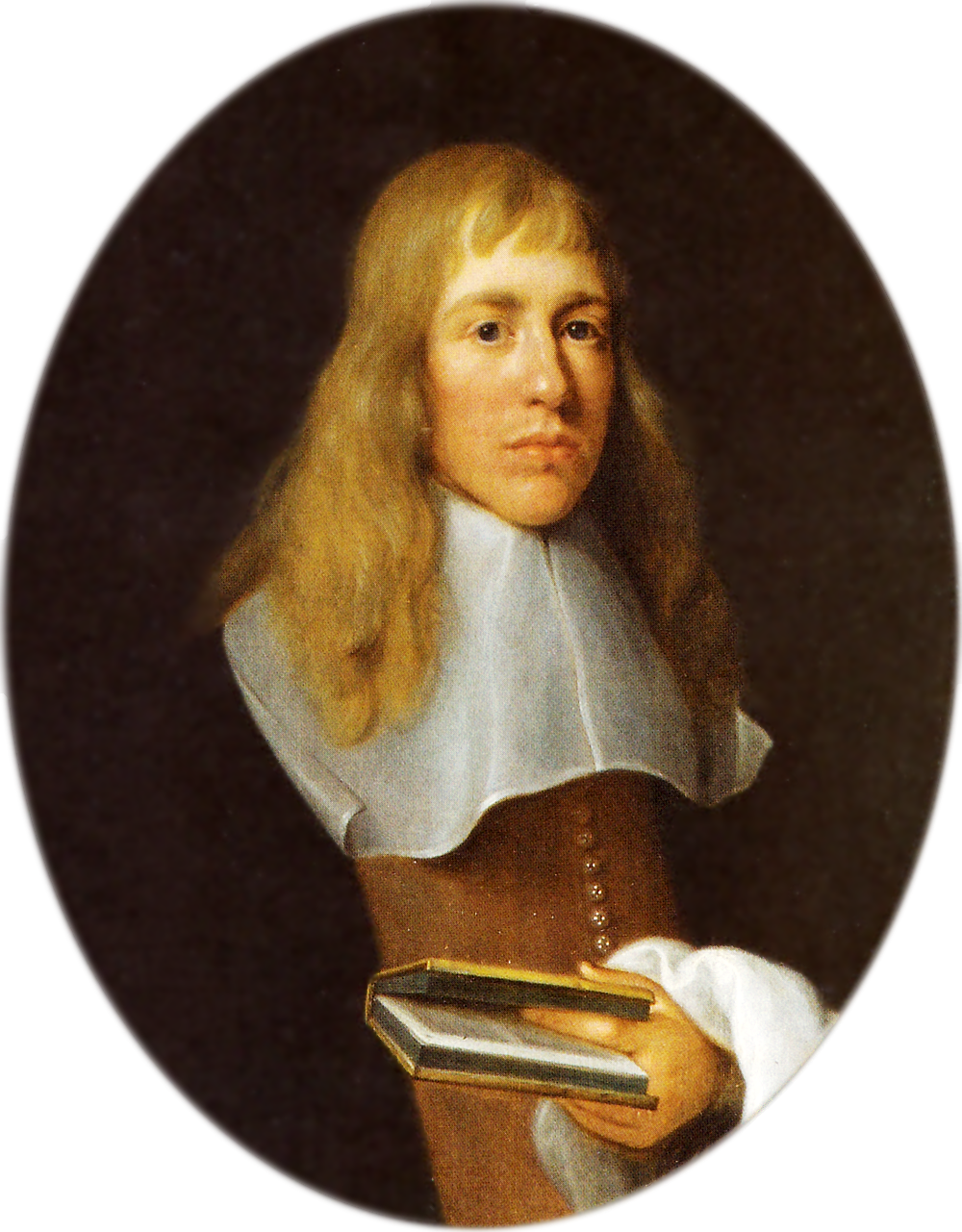
Gerard Soest zugeschriebenes Ölporträt von Francis Willughby

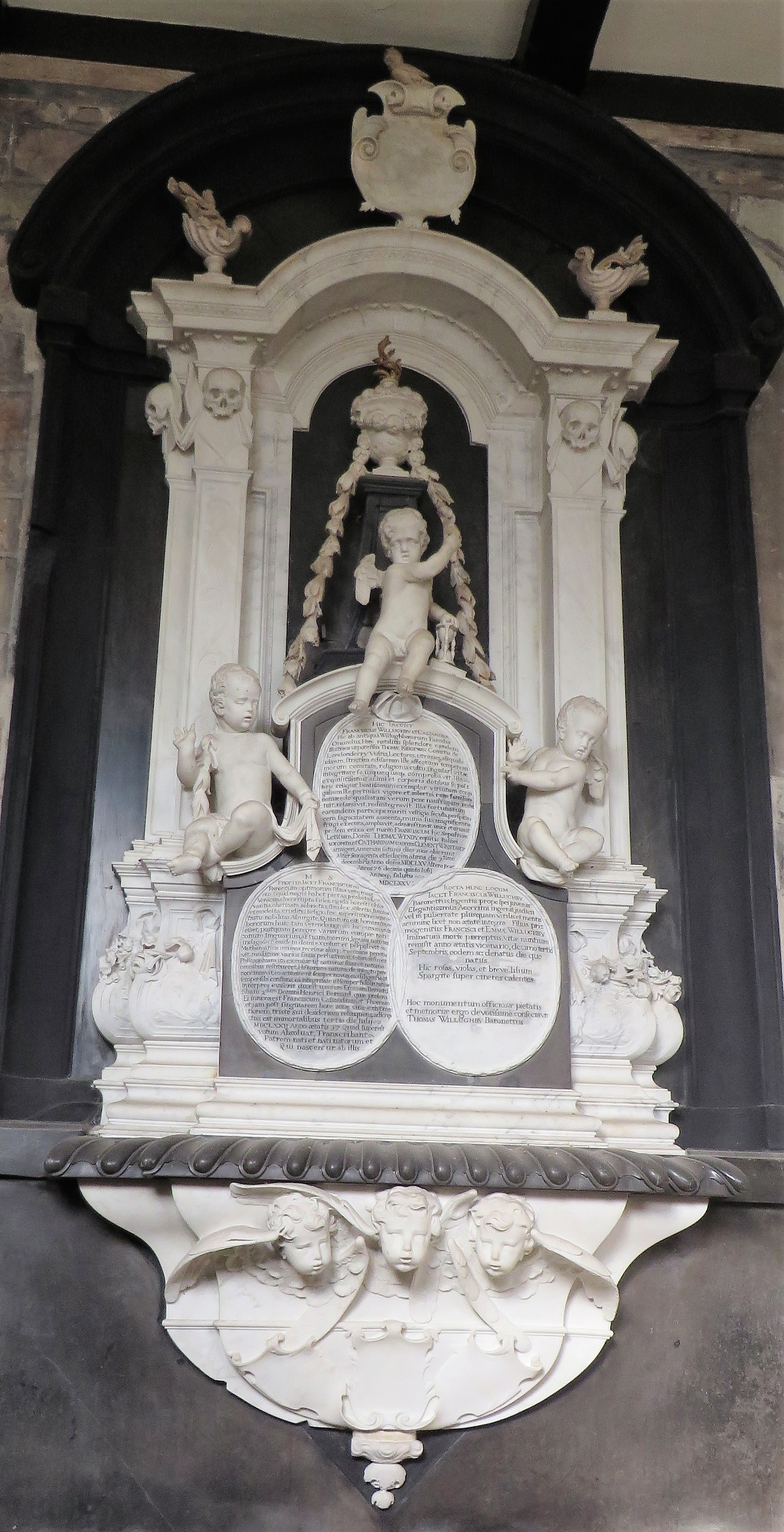
Das Monument in der Kirche St John the Baptist von Middleton wurde von Thomas Willoughby (1672–1729) zu Ehren seiner Großeltern, seines Vaters Francis Willughby und seines jüngeren Bruders Francis (1668–1688) errichtet

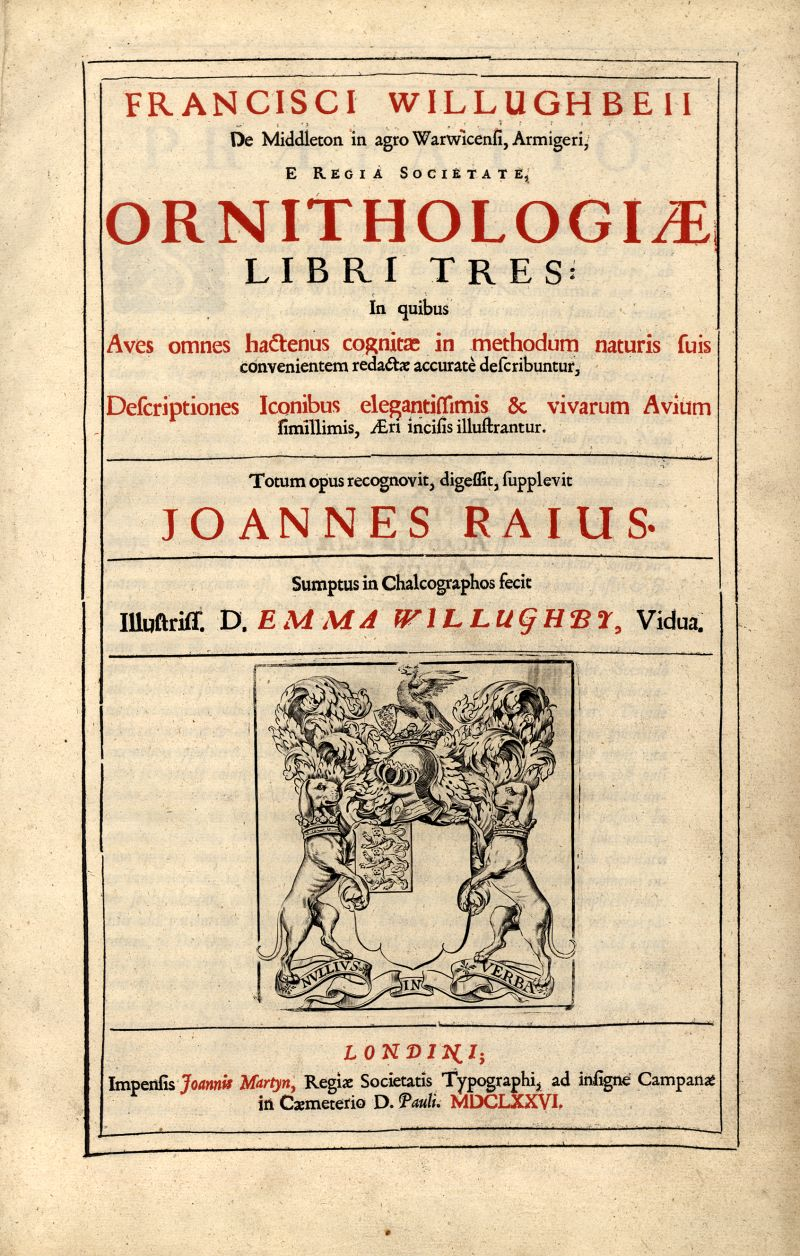
Titelseite der Ornithologia (1676)

Francis Willughby [ 'wɪləbiˑ ] (auch Willoughby; * 22. November 1635 in Middleton Hall, Middleton, Warwickshire; † 3. Juli 1672 ebenda) war ein englischer Naturforscher, besonders Ornithologe und Ichthyologe.

## Leben und Wirken
Willughby war das erste Kind von Sir Francis Willoughby (1588–1665) aus dessen Ehe mit Lady Cassandra Ridgeway († 1675), Tochter des Thomas Ridgeway, 1. Earl of Londonderry. Seine Schulausbildung erhielt er in Sutton Coldfield. Am 9. September 1652 wurde Willughby am Trinity College in Cambridge als „fellow‑commoner“ zugelassen. Sein Lehrer war James Duport (1606–1679). Am 18. Januar 1656 machte er dort seinen Abschluss als Bachelor of Arts (B.A.) und am 2. Juli 1659 als Master of Arts (M.A.). Am 21. Mai 1657 erhielt er die Zulassung für Gray’s Inn. 1660 hielt sich Willughby kurzzeitig in Oxford auf, wo er in der Bodleian Library seltene Werke studierte. Von 1660 bis 1662 unternahm er gemeinsam mit John Ray Forschungsreisen durch Warwickshire und Nottinghamshire.
Auf Vorschlag von John Wilkins wurde er am 20. Mai 1663 Mitglied („Original Fellow“) der Royal Society.
Am 18. April 1663 brach Willughby von Dover aus auf, um die Niederlande, Deutschland, die Schweiz und Italien zu bereisen. Neben Ray wurde er von Philip Skippon (1641–1691) und Nathaniel Bacon (1647–1676) begleitet. Der Reisebericht über seinen Spanienaufenthalt beginnt am 31. August 1664 in Irun und endet am 14. November 1664 in Banyuls-sur-Mer. Dieser Teil seine Kontinentalreise führte ihn nach Valencia, Granada, Sevilla, Córdoba und Madrid.
Willughby heiratete am 9. Januar 1668 Emma Barnard (1644–1725), eine Tochter von Sir Henry Barnard. Mit ihr hatte er drei Kinder:
- Sir Francis Willoughby, 1. Baronet (1668–1688);
- Cassandra Willughby (1670–1735) ⚭ 1713 James Brydges, 1. Duke of Chandos;
- Thomas Willoughby, 1. Baron Middleton, 2. Baronet (1672–1729) ⚭ 1691 Elizabeth Rothwell.

Willughby, stets von schwacher Konstitution, starb an Rippenfellentzündung. Nach Willughbys Tod heiratete seine Witwe 1676 Josiah Child.

## Nachlass
Nach Willughbys Tod bearbeitete Ray dessen zoologischen Nachlass über Vögel (Ornithologiae 1676), Fische (De historia piscium 1686) und Insekten (Historia insectorum 1710, herausgegeben von William Derham).
Im Nottingham Natural History Museum, dem ehemaligen Familiensitz der Willughbys in Wollaton Hall, sind die Sammlungen Willughbys und Rays zugänglich (überwiegend Stopfpräparate von Vögeln und Säugern). Willughbys Manuskripte befinden sich in der „Sammlung Middleton“ in der Bibliothek der Universität Nottingham.

## Ehrungen
Nach Willughby sind benannt: eine Blattschneiderbiene (Megachile willughbiella Kirby, 1802) und die Pflanzengattungen Willughbeia Scop. und Willughbeiopsis (1982) Rauschert aus der Familie der Hundsgiftgewächse (Apocynaceae).

## Schriften

### Zeitschriftenbeiträge
- Experiments concerning the motion of the sap in trees, made this spring by Mr. Willugby, and Mr. Wray, Fellowes of the R. Society: and communicated to the publisher of the inquiries touching that subject in Numb. 40. In: Philosophical Transactions. Band 4, Nr. 48, 21. Juni 1669, S. 963–965 (doi:10.1098/rstl.1669.0019).
- Some observations, directions and inquiries concerning the motion of sap in trees, in pursuance of what was formerly begun therein, about the letter end of 1668 and the next following spring. In: Philosophical Transactions.  Band 5, Nr. 57, 25. März 1670, S. 1165–1167 (doi:10.1098/rstl.1670.0017) – mit Israel Tonge (1621–1680).
- An extract of a letter - written by Francis Willoughby Esquire to the publisher, containing some observations of his made on some sycamore-trees, the black-poplar, and the walnut: As also his thoughts about the dwarf-oaks, and the stellar fish described in Numb. 57. In: Philosophical Transactions.  Band 5, Nr. 58, 25. April 1670, S. 1199–1200 (doi:10.1098/rstl.1670.0026).
- Extracts of two letters, written by Francis Willoughby Esquire, to the Publisher, from Astrop, August 19th and from Midleton, Sept. 2d. 1670 containing his observations on the insects and cartrages, described in the precedent accompt. In: Philosophical Transactions.  Band 5, Nr. 65, 14. November 1670, S. 2100–2102 (doi:10.1098/rstl.1670.0068).
- Extract of a Letter, Written to the Publisher by Francis Willoughby, Esq.; from his House at Middleton in Warwickshire March 16. 1671 relating to some particulars, above mention’d in M. Lyster’s Communications of Feb. 15. 1670/1. In: Philosophical Transactions.  Band 6, Nr. 70, 1. April 1671, S. 2125–2126 (doi:10.1098/rstl.1671.0007).
- An other extract of a letter written from Midleton in Warwickshire to the Publisher July 10th by Francis Willughby Esquire; about the hatching of a kind of bee, lodged in Old Willows. In: Philosophical Transactions.  Band 6, Nr. 74, 14. August 1671, S. 2221 (doi:10.1098/rstl.1671.0034).
- A letter of Francis Willoughby Esquire, of August 24. 1671. Containing some considerable observations about that kind of wasps, call'd Vespæ Ichneumones; especially their several ways of breeding, and among them, that odd way of laying their eggs in the bodies of caterpillars, &c. In: Philosophical Transactions.  Band 6, Nr. 76, 22. Oktober 1671, S. 2279–2281 (doi:10.1098/rstl.1671.0049).

### Postume Schriften
- A relation of a voyage made through a great part of Spain. In: John Ray: Observations topographical, moral, and physiological; made in a journey through part of the Low-countries, Germany, Italy, and France. London 1673, S. 466–499 (Digitalisat).
- Ornithologiae libri tres. Joannis Martyn, London 1676 (Digitalisat, Digitalisat).
  - The ornithology of Francis Willughby […]. John Martyn, London 1678 (Digitalisat, Volltext).
- De historia piscium libri quatuor. Sheldon, Oxford 1686 (Digitalisat, Digitalisat).
- Historia insectorum. A. & J. Churchil, London 1710 (Digitalisat, Digitalisat).